# Associação Desportiva Barra
O Associação Desportiva Barra ou Desportiva Barra ou ainda Barra é um clube de futebol brasileiro, da cidade de Barra dos Coqueiros, no estado de Sergipe. Suas cores são o verde e o branco.

## História
A associação Desportiva Barra dos Coqueiros, logo após chamada Barra F.C foi fundado no dia 21/03/2014 na cidade de Barra dos Coqueiros, em Sergipe. 
A princípio usou o futebol como opção de lazer e entretenimento para as crianças e jovens da cidade, dando origem a categoria de base. Logo após foi criado um time de futebol feminino. Com a consolidação do esporte formou o seu elenco profissional masculino. 
O feminino irá participar do campeonato sergipano 2018 na série A1, e o masculino na série A2. Enquanto a base irá disputar dentro e fora do estado, nas categorias sub-15, 17 e 20. 
O clube profissionalizou-se em 2018, é o mais novo clube profissional do estado. Disputa, atualmente, a Série A2 do Campeonato Sergipano, sendo um dos 3 estreantes da competição (juntamente com América de Pedrinhas) e Santa Cruz).
Utilizará o estádio João Cruz para mando de seus jogos.

## Desempenho em Competições

### Participações
|  | Participações em 2025 |

| Competição | Competição           | Temporadas | Melhor campanha     | Estreia | Última | P | R |
| Sergipe    | Campeonato Sergipano | 1          | 9º colocado (2025)  | 2025    | 2025   |   | 1 |
| Sergipe    | Série A2             | 7          | Vice-campeão (2024) | 2018    | 2024   | 1 | – |

Campeonato Sergipano
| Ano  | 2025 |
| Pos. | 9º   |
| ---- | ---- |

Campeonato Sergipano (Série A2)
| Ano  | 2018 | 2019 | 2020 | 2021 | 2022 | 2023 | 2024 |
| Pos. | 12º  | 17º  | 6º   | 3º   | 9º   | 8º   | 2º   |
| ---- | ---- | ---- | ---- | ---- | ---- | ---- | ---- |

## Escudo
|  |  |  |  |